# Deontostoma magnificum
Deontostoma magnificum is een rondwormensoort uit de familie van de Leptosomatidae. De wetenschappelijke naam van de soort is voor het eerst geldig gepubliceerd in 1951 door Timm.